# Горно-Село (Болгария)
Горно-Село (болг. Горно село) — село в Болгарии. Находится в Софийской области, входит в общину Драгоман. До 1961 года называлось Ново-Село.  Население составляет 17 человек (2022).
| 1934 | 1946 | 1956 | 1965 | 1975 | 1985 | 1992 | 2001 | 2011 |
| ---- | ---- | ---- | ---- | ---- | ---- | ---- | ---- | ---- |
| 239  | 192  | 138  | 104  | 60   | 55   | 38   | 21   | 21   |